# Anas al-Liby
Nazih Abdul-Hamed Nabih al-Ruqai I alias Anas al-Liby (arabe : أنس الليبي) né le 30 mars 1964 ou le 14 mai 1964 à Tripoli en Libye et mort le 2 janvier 2015 à New York d'un cancer du foie, est un terroriste libyen. Il est mis en accusation par les États-Unis pour son rôle dans les attentats contre les ambassades américaines en Afrique en 1998.

## Biographie
Le FBI l'a placé sur sa liste des terroristes les plus recherchés (Most Wanted Terrorists) depuis le 10 octobre 2001. Il travaillait comme spécialiste informatique pour Al-Qaïda et utiliserait aussi d’autres noms comme Nazih al Raghie, ou Anas al Sebai. Sur les affiches de recherches du FBI ou département d’état une autre variante de son nom est traduite par : Nazih Abdul Hamed Al-Raghie.
En plus d’informations sur l’ambassade des États-Unis à Nairobi, Al-Liby est accusé d’avoir collecté d’autres informations sur des cibles potentielles françaises, anglaises et israéliennes pour le compte d’al-Qaida et du Jihad islamique égyptien.
Al-Liby aurait eu des contacts avec al-Qaida dès 1994 au Soudan, il aurait aussi vécu au Royaume-Uni comme réfugié politique et se serait enfui plus tard en Afghanistan pour échapper à une condamnation pour les attentats des ambassades américaines en Afrique de 1998.
En janvier 2002, des rapports suggéraient qu’il aurait été capturé par les forces américaines en Afghanistan, ensuite en mars 2002 un nouveau rapport fait état de son arrestation par le gouvernement soudanais et qu’il serait en prison à Khartoum ; cependant ces informations seront démenties par les officiels américains.
Le département d’État des États-Unis offre une récompense de 5 millions de $ (anciennement 25 millions de $) pour toute information pouvant contribuer à son arrestation.
En février 2007, un document de Human Rights Watch déclare qu'al-Liby ainsi que d’autres terroristes seraient en réalité détenus dans des prisons secrètes de la CIA mais ce document n’inclut aucune preuve ou témoignage réel pouvant appuyer cette thèse. En juin 2007, al-Liby figurera sur la liste des prisonniers secrets de la CIA par Amnesty International sans donner la moindre raison ou preuve et cela malgré le fait qu’il reste sur la liste du FBI des terroristes les plus recherchés publiée le 2 juin 2007.

## Capture de 2013 et arrestation
Al-Liby a été arrêté dans la capitale libyenne, le 5 octobre 2013 par des commandos américains, des agents du FBI et de la CIA. Il a été arrêté au grand jour, enlevé et transféré à bord de l'USS San Antonio ou il est interrogé par la High-Value Detainee Interrogation Group. Mais le fait qu’il souffre, selon son épouse, d’une hépatite C, fait que son séjour à bord du navire est écourté.
Les Navy SEALs ont conduit un raid simultané en Somalie visant le cerveau de l'opération contre le centre commercial Westgate au Kenya.
Le 10 octobre 2013, le premier ministre libyen, Ali Zeidan, est enlevé quelques heures par un groupe en représailles à cette arrestation.
Officiellement arrêté par la police au cours du week-end du 12 au 13 octobre, il est transféré dans l’agglomération de New-York où il est présenté le mardi 15 devant le juge fédéral de la cour de district des États-Unis du district sud de New York à Manhattan.